# آوا (نوینشتاین)
آوا (به آلمانی: Aua) یک منطقهٔ مسکونی در آلمان است که در هسن واقع شده‌است. آوا ۳٫۹۶ کیلومتر مربع مساحت دارد ۲۹۵ متر بالاتر از سطح دریا واقع شده‌است.